# Блумфонтейнская конференция

Прибытие президента Пауля Крюгера на Блумфонтейнскую конференцию

Блумфонтейнская конференция (африк. Bloemfontein-konferensie, англ. Bloemfontein Conference)— конференция, проходившая в Блумфонтейне с 31 мая по 5 июня 1899 года. Основной вопрос касался статуса британских рабочих-мигрантов под названием уитлендеры, которые добывали золото на месторождениях в Трансваале.

## История
Конференция была инициирована президентом Оранжевого Свободного Государства Мартинусом Тёнисом Стейном, чтобы урегулировать разногласия между президентом Трансвааля Паулем Крюгером и британским верховным комиссаром Альфредом Милнером. Это считалось последней попыткой примирения, чтобы предотвратить войну между Британией и бурами.
На конференции Милнер выдвинул Крюгеру три требования:
- Принятие Трансваалем закона, который немедленно предоставил бы уитлендерам избирательные права и право голоса.
- Использование английского языка в фольксрааде.
- Все законы фольксраада должны быть одобрены британским парламентом.

Крюгер считал эти требования невыполнимыми, однако он был готов сократить период бесправного существования уитландеров с четырнадцати до семи лет. Милнер отказался пойти на компромисс со своими первоначальными требованиями. И несмотря на то, что министр британских колоний Джозеф Чемберлен призвал его продолжать переговоры, Милнер вышел из конференции 5 июня, и никакого решения относительно судьбы уитландеров достигнуто не было.
В это время Милнер сочинил обличительную речь под названием Илотский депеша (Helot’s Dispatch), в которой раскритиковал Трансвааль как силу, «угрожающую процветанию всего мира». В результате конференции вопросы не были разрешены и 11 октября 1899 года началась Вторая Англо-бурская война.